# Aloe macra
Mazambron marron
Espèce
Classification APG II (2003)
Statut CITES
Aloe macra, communément appelée mazambron marron, est une espèce de plante de la famille des asphodelacées. Elle est endémique de l'île de La Réunion, département d'outre-mer français dans le sud-ouest de l'océan Indien. Contrairement aux Aloes, l'Aloe Macra produit des fruits charnus.